# Macrogynoplax truncata
Macrogynoplax truncata är en bäcksländeart som beskrevs av Bill P.Stark 1996. Macrogynoplax truncata ingår i släktet Macrogynoplax och familjen jättebäcksländor. Inga underarter finns listade i Catalogue of Life.